# (171588) Náprstek
(171588) Náprstek, désignation internationale (171588) Naprstek, est un astéroïde de la ceinture principale.

## Description
(171588) Naprstek est un astéroïde de la ceinture principale. Il fut découvert le 26 novembre 1999 à l'Observatoire Kleť par Jana Tichá et Miloš Tichý. Il présente une orbite caractérisée par un demi-grand axe de 2,47 UA, une excentricité de 0,20 et une inclinaison de 2,4° par rapport à l'écliptique.

## Compléments